# Sielsowiet Wielemicze
Sielsowiet Wielemicze (biał. Веляміцкі сельсавет; ros. Велемичский сельсовет) – sielsowiet na Białorusi, w obwodzie brzeskim, w rejonie stolińskim, z siedzibą w Wielemiczach. Od południa graniczy z Błotami Olmańskimi.
Według spisu z 2009 sielsowiet Wielemicze zamieszkiwało 2772 osób, w tym 2745 Białorusinów (99,03%), 10 Rosjan (0,36%), 8 Ukraińców (0,29%), 4 Mołdawian (0,14%), 2 Ormian (0,07%), 1 Polak (0,04%) i 2 osoby, które nie podały żadnej narodowości.

## Miejscowości
- agromiasteczko:
  - Wielemicze
- wsie:
  - Olpień
  - Staryna
  - Tursko